# ВМ-Т

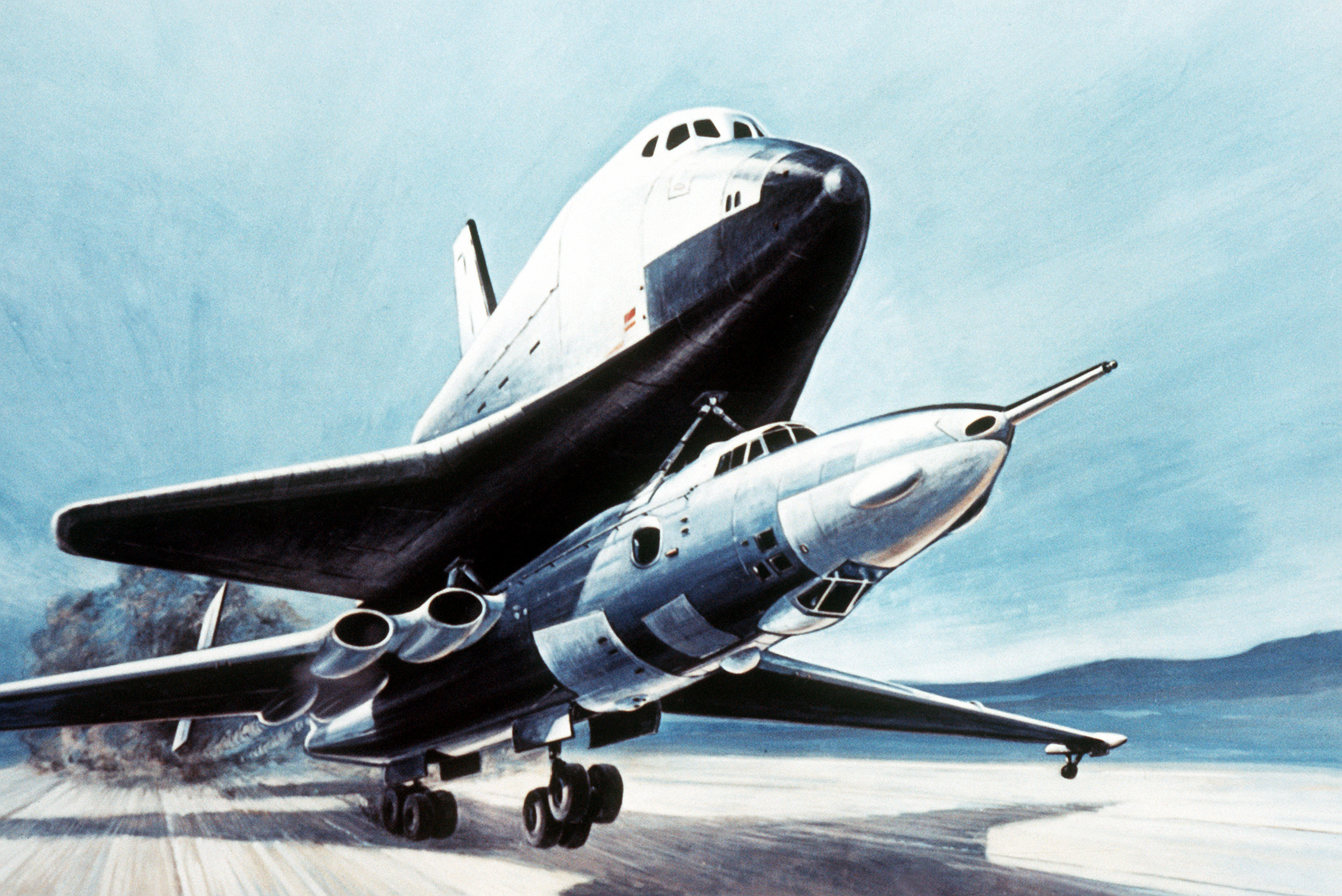
Транспортування «Бурану». Рисунок «Soviet Military Power», 1985

ВМ-Т «Атлант» (він же 3М-Т, «3М, транспортний») — важкий транспортний літак ЕКБ М'ясіщева. Є модифікацією стратегічного бомбардувальника 3М. Всього було створено три літаки, один переробили для випробувань  в ЦАГІ.
Застосовувався для транспортування з заводів на космодром Байконур агрегатів ракетно-космічних комплексів. На обох «Атлантах» в 1980-х роках здійснено більш як 150 польотів з метою доставки на Байконур всіх великогабаритних елементів космічних комплексів «Енергія» і «Буран». За специфічний зовнішній вигляд — притаманний бомбардувальнику «сухорлявий» фюзеляж з громіздким контейнером на спині — ВМ-Т отримав назву «літаюча бочка».
Космічні кораблі «Буран» перевозились літаком ВМ-Т на космодром Байконур (аеродром Ювілейний) з підмосковного аеродрому Раменське, а блоки ракети-носія «Енергія» — з куйбишевського аеродрому Безіменка. Агрегати установлювались на літаку за допомогою спеціального монтажно-козлового приладу.
В наш час один з екземплярів ВМ-Т заходиться на аеродромі 360-го Авіаційного ремонтного заводу в селищі Дягілево в Рязані. Літак законсервовано на невизначений термін. Ще один літак знаходиться  в місті Жуковський на території ЕМЗ ім. В. М. М'ясіщева.
У 2013 і 2015 роках ВМ-Т був представлений на стратегічній експозиції Московського міжнародного авіакосмічного салону (МАКС).

## Перевізні габарити вантажів
1. ОГТ — планер ОК «Буран» (без кіля);
2. 1ГТ — гідрогенний бак РН «Енергія», з носовим і хвостовим обтічниками;
3. 2ГТ — кисневий бак, приладний і моторний відділи, головна частина РН «Енергія»;
4. 3ГТ — головний і хвостовий обтічники вантажу 1ГТ, носовий обтічник вантажу 2ГТ; а також для перевезення модуля кабіни екіпажу.

## ТТХ
- Рік прийняття на озброєння — 1982
- Розмах крила — 53,14 м
- Довжина літака — 58,70 м
- Висота літака — 14,0 м
- Площа крила — 320,0 м²
- Вага, кг
  - пустого літака — 74 500
  - максимальна взльотна — 210 000
- Тип двигуна — 4 ТРД ВД-7
- Тяга — 4 х 11000 кгс
- Максимальна швидкість — 925 км/год
- Практична дальність — 13 600 км
- Дальність дії — 9 400 км
- Практична стеля — 12 000 м
- Екіпаж — 8 чел
- Корисне навантаження: 40 000 кг вантажу